# 芙蓉王香烟
芙蓉王香烟是中国湖南中烟工业有限公司常德卷烟厂生产的一款香烟品牌，于1994年9月30日面世，在湖南省及周围各省市有固定用户。

## 产品
芙蓉王香烟的主要产品有芙蓉王硬黄、芙蓉王蓝、芙蓉王软蓝、芙蓉王钻石这四个规格的系列产品。